# گیسلین گوسان
گیسلین گوسان (انگلیسی: Ghislain Guessan؛ زادهٔ ۱۵ سپتامبر ۱۹۹۲) بازیکن فوتبال اهل فرانسه است.
از باشگاه‌هایی که در آن بازی کرده‌است می‌توان به باشگاه فوتبال اتحاد الجزایر و باشگاه فوتبال وایکینگ اشاره کرد.
وی همچنین در تیم ملی فوتبال Ivory Coast U20 بازی کرده‌است.